# Landskap med Rebecka som tar avsked av sin fader
Landskap med Rebecka som tar avsked av sin fader är en oljemålning av barockkonstnären Claude Lorrain. Den målades omkring 1640 och ingår sedan 1974 i Nationalmuseums samlingar i Stockholm. 
Målningen visar en scen från Första Moseboken där Rebecka tar farväl av sin far i Mesopotamien inför sin avfärd till Kanaan och giftermål med Isak. De upplysta molnen och det varma diset i bakgrunden flankeras av resliga lövträd. Förgrunden med sina diskreta figurer ligger i skugga och blicken dras mot det solbelysta slättlandskapet i bakgrunden. 
Fransmannen Claude Lorrain var i större delen av sitt liv bosatt i Rom. I stadens omgivningar i den så kallade campagnan fann han motiv till sina pastorala ideallandskap. Claude var framför allt landskapsmålare och de små bibliska eller mytologiska figurerna spelade vanligen en underordnad roll i hans kompositioner. Hans måleri skulle få ett enormt inflytande över det europeiska landskapsmåleriet. Hans rofyllda landskap fortsatte att inspirera konstnärer långt in i 1800-talet.   
Målningen ingick i Nationalmuseums utställning Arkadien – ett förlorat paradis som visades 2020.
En liknande målning av Claude är Landskap med Isak och Rebeckas bröllop (1648) som är utställd på National Gallery där den utgör en pendang till Hamnscen med drottningen av Sabas avfärd.